# آرثر فادن
السيد آرثر ويليام فادن (بالإنجليزية: Arthur William Fadden، 13 أبريل 1894-21 أبريل 1973) سياسي أسترالي شغل منصب رئيس وزراء أستراليا من 29 أغسطس حتى 7 أكتوبر عام 1941. ترأس حزب البلاد (الحزب الوطني الأسترالي حاليًا) من عام 1940 إلى عام 1958.
وُلد فادن في بلدة إنغهام في ولاية كوينزلاند الأسترالية لأبوين أيرلنديين مهاجرين. نشأ في بلدة والكرستون، وترك المدرسة في سن الخامسة عشر. عُيّن رئيسًا إداريًا لمدينة ماكاي عام 1916، ولكن بعد الإعصار الذي ضرب المدينة في عام 1918 انتقل إلى تاونسفيل وافتتح فيها شركة محاسبة. فاز فادن في انتخابات مجلس مدينة تاونسفيل عام 1930، وانتُخب أيضًا في المجلس التشريعي لولاية كوينزلاند ممثلًا عن حزب الدولة الوطني التقدمي عام 1932. خسر فادن مقعده الانتخابي في عام 1935، ولكنه فاز في العام التالي في انتخابات فرع دارلينج داونز الفيدرالي التكميلية.
في مارس عام 1940، عُيّن فادن وزيرًا دون حقيبة وزارية في حكومة روبرت منزيس الذي قاد حزب أستراليا المتحدة في الائتلاف الليبرالي-الوطني مع حزب البلاد. بعد بضعة أشهر، وبعد وفاة ثلاثة من كبار الوزراء في حادث تحطم طائرة، استلم منصب وزير القوات الجوية ووزير الطيران المدني. عُين فادن نائب قائد حزب البلاد بدلًا عن هارلود ثوربي في أكتوبر من عام 1941. كانت قيادة الحزب شاغرةً في ذلك الوقت بعد استقالة آرشي كاميرون، لذلك أصبح فادن القائم بأعمال رئيس الحزب والنائب الفعلي لرئيس مجلس الوزراء. رُقّي فادن فيما بعد بقرار من منزيس ليستلم منصب أمين خزينة أستراليا.
في أوائل عام 1941، أصبح فادن القائم بأعمال رئيس الوزراء، وبقي في هذا المنصب أربعة أشهر (كان منزيس في ذلك الوقت مسافرًا إلى أوروبا)، ونال شعبيةً لأسلوبه التصالحي. أصبح القائد الرسمي لحزب البلاد بعد تصويت أُجري في مارس من عام 1941. في شهر أغسطس عام 1941، استقال منزيس من منصب رئيس الوزراء بعد أن فقد ثقة وزارته. انتُخب فادن قائدًا لائتلاف حزب أستراليا المتحدة وحزب البلاد بدلًا من منزيس، وأصبح بالتالي رئيسًا للوزراء، لكنه لم يبق في منصبه هذا إلا 39 يومًا قبل أن يزيحه جون كيرتن، الذي نجح في جعل حزب العمال الأسترالي يقدم اقتراحًا لحجب الثقة عن فادن وإسقاط حكومته. بعد خسارته منصب رئاسة الوزراء، استلم فادن منصب قائد المعارضة مدة عامين. استقال في النهاية من منصبه لصالح منزيس بعد هزيمة الائتلاف الكبيرة في انتخابات عام 1943.
عندما عاد منزيس لاستلام منصب رئيس الوزراء عام 1949، استلم فادن أمانة الخزينة للمرة الثانية، وبقي في هذا المنصب حتى اعتزاله مجال السياسة عام 1958. كان بيتر كوستيلو الوحيد الذي بقي في هذا المنصب مدةً أطول. استطاع فادن أن يحقق الترقي الأسرع في تاريخ أستراليا السياسي، إذ انتقل من كونه مواطنًا عاديًا إلى استلام رئاسة الوزراء في 11 عامًا فقط. كان أول رئيس وزراء يولد في ولاية كوينزلاند، وهو العضو الأول والوحيد من حزب البلاد يستلم رئاسة الوزراء بتفويض خاص (بدلًا من العمل بمنصب رئيس الوزراء بالنيابة بعد وفاة سلفه السابق في المنصب).